# Seznam enot nepremične kulturne dediščine v Občini Sveti Jurij v Slovenskih goricah
Seznam enot nepremične kulturne dediščine v Občini Sveti Jurij.

## Seznam
| Slika | Ime                          | Evidenčna številka | Kraj             | Leto razglasitve | Vrsta spomenika  | Tip spomenika              | Časovna uvrstitev    | Opis |
| ----- | ---------------------------- | ------------------ | ---------------- | ---------------- | ---------------- | -------------------------- | -------------------- | --- |
|       | Cerkev sv. Jurija            | 3050               | Jurovski Dol     | 1992             | lokalnega pomena | sakralna stavbna dediščina | začetek 16. stoletja | Gotska cerkev iz 16. stol. Na Z je mogočen zvonik, na S in J strani sta prizidani baročni kapeli. Zahodno fasado krasi renesančni portal (1532). V baročnih kapelah sta oltarja J. Holzingerja (iz okoli 1770).                                       |
|       | Domačija Kraner              | 25518              | Jurovski Dol     |                  | lokalnega pomena | profana stavbna dediščina  | konec 19. stoletja   | Domačijo sestavljata pritlična podkletena hiša s sedemosno glavno fasado, krita z opečno dvokapno streho ter gospodarsko poslopje z opečnimi zatrepnimi mrežami. Stavbi izvirata iz druge polovice 19. stoletja. Domačija stoji v Jurovskem Dolu 41.  |
|       | Kužno znamenje               | 7118               | Jurovski Dol     |                  | lokalnega pomena | sakralna stavbna dediščina | konec 17. stoletja   | Stebrasto znamenje na trikotni osnovi ima na vrhu tabernakljast nastavek s plitvimi nišami. Na stebru je izpisana letnica 1676. Znamenje stoji ob hiši Jurovski Dol 26.                                                                               |
|       | Ornikova kapela              | 24602              | Jurovski Dol     |                  | lokalnega pomena | sakralna stavbna dediščina | konec 19. stoletja   | Neogotska kapelica iz druge polovice 19. stoletja ima manjši zvonik. Fasado členijo trikotno čelo, šilasto zaključen vhod, okna in neogotska profilacija.                                                                                             |
|       | Rimskodobno gomilno grobišče | 7082               | Jurovski Dol     | 1992             | lokalnega pomena | arheološka dediščina       | rimska doba          | Rimskodobno gomilno grobišče; pet delno prekopanih gomil z višinami od 0,6 do 1,7 m in s premeri od 8 do 15 m. |
|       | Vaško jedro                  | 7088               | Jurovski Dol     | 1992             | lokalnega pomena | naselbinska dediščina      | 14. stoletje         | Gručasto jedro naselja Jurij se je razvilo ob cerkvi z nadstropnimi stavbami župnišča, stare šole in gostilne ter pritličnimi in visokopritličnimi stanovanjskimi hišami z gospodarskimi poslopji.                                                    |
|       | Domačija Rotar               | 25519              | Malna            |                  | lokalnega pomena | profana stavbna dediščina  | konec 19. stoletja   | Domačijo sestavljajo pritlična podkletena hiša iz druge polovice 19. stol., s petosno glavno fasado ter poudarjenim vhodnim stopniščnim delom v srednji osi, krita z opečno dvokapnico ter gospodarska poslopja. Domačija stoji v naselju Malna 43.   |
|       | Knupleževa kapela            | 22043              | Malna            |                  | lokalnega pomena | sakralna stavbna dediščina | začetek 20. stoletja | Kapela iz leta 1910 ima v osi zvonik s čebulasto streho. Zahodna fasada je izdelana v postbaročni maniri. V notranjosti so freske. Kapela stoji pri hiši Malna 56.                                                                                    |
|       | Krautičeva kapela            | 22044              | Malna            |                  | lokalnega pomena | sakralna stavbna dediščina | začetek 20. stoletja | Kapelica Marije device ima trikotno čelo in majhen zvonik iz pločevine. V notranjosti je kip Marije. Datiramo jo na začetek 20. stoletja. |
|       | Berličeva kapela             | 22049              | Spodnji Gasteraj |                  | lokalnega pomena | sakralna stavbna dediščina | začetek 20. stoletja | Kapelica zaprtega tipa iz prve polovice 20. stoletja ima povišano zahodno fasado. V notranjščini je kip Marije z detetom. |
|       | Domačija Spodnji Gasteraj 39 | 1095               | Spodnji Gasteraj | 1992             | lokalnega pomena | profana stavbna dediščina  | začetek 19. stoletja | Domačijo sestavljajo zidana, pritlična, podkletena stanovanjska hiša s poznobaročno fasado in kamnitim vhodnim portalom ter večje gospodarsko poslopje z opečnimi mrežami.                                                                            |
|       | Domačija Spodnji Gasteraj 6  | 1094               | Spodnji Gasteraj | 1992             | lokalnega pomena | profana stavbna dediščina  | začetek 19. stoletja | Domačijo sestavljajo zidana, pritlična, delno podkletena stanovanjska hiša, datirana z letnico 1812 v sklepniku kamnitega vhodnega portala in gospodarsko poslopje z opečnimi mrežami.                                                                |
|       | Gomilno grobišče             | 1024               | Spodnji Gasteraj | 1992             | lokalnega pomena | arheološka dediščina       | rimska doba          | Časovno neopredeljeni gomili z višinama 1,8 in 0,5 m ter s premeroma 18 in 7,5 m. |
|       | Domačija Šenekar             | 25525              | Srednji Gasteraj |                  | lokalnega pomena | profana stavbna dediščina  | 19. stoletje         | Domačijo sestavljajo pritlična podkletena hiša iz 19. stoletja s sedemosno glavno fasado, gospodarsko poslopje in manjša poslopja. Vse stavbe so krite z dvokapnimi opečnimi strehami. Domačija stoji v Srednjem Gasteraju 14.                        |
|       | Rimskodobno gomilno grobišče | 7084               | Srednji Gasteraj | 1992             | lokalnega pomena | arheološka dediščina       | rimska doba          | Rimskodobno gomilno grobišče; tri prekopane gomile z višinami od 0,6 do 1 m in s premeri od 8 do 10 m. |
|       | Fanedlova kapela             | 22051              | Varda            |                  | lokalnega pomena | sakralna stavbna dediščina | sredina 19. stoletja | Kapelica zaprtega tipa s poudarjenimi maltastimi šivanimi robovi in poslikavo v stranskih dekorativnih okvirih je iz leta 1865. Kapela stoji ob hiši Varda 14.                                                                                        |
|       | Hiša Varda 14                | 25530              | Varda            |                  | lokalnega pomena | profana stavbna dediščina  | konec 18. stoletja   | Lesena cimprana podkletena hiša, krita z opečno dvokapno streho ima stanovanjski del, prostor s prešo in vinsko klet. Na hišnem tramu je letnica 1787.                                                                                                |
|       | Krajnčeva kapela             | 22052              | Varda            |                  | lokalnega pomena | sakralna stavbna dediščina | začetek 20. stoletja | Neogotska kapelica je bila zgrajena leta 1920 v spomin na srečno vrnitev iz prve svetovne vojne. Ima poudarjene opornike in profiliran podstavni venec. V notranjosti je Pieta. Kapela stoji zraven hiše Varda 6.                                     |
|       | Hiša Zgornje Partinje 139    | 25535              | Zgornje Partinje |                  | lokalnega pomena | profana stavbna dediščina  | začetek 19. stoletja | Pritlična podkletena zidanica, datirana z letnico 1802 na vhodnem portalu je krita z dvokapno salonitno streho. Razporeditev zidanice je tipična: bivalni del, prostor kjer je stala preša in obokana vinska klet.                                    |
|       | Hiša Zgornje Partinje 27     | 7125               | Zgornje Partinje | 1992             | lokalnega pomena | profana stavbna dediščina  | konec 19. stoletja   | Zidana, visokopritlična, podkletena stanovanjska hiša iz druge polovice 19. stoletja, ima poudarjeno vhodno lopo in kamnit portal. Vhod v večjo obokano klet je na zatrepni strani hiše.                                                              |
|       | Hiša Zgornje Partinje 40     | 25536              | Zgornje Partinje |                  | lokalnega pomena | profana stavbna dediščina  | začetek 19. stoletja | Pritlična podkletena hiša s sedemosno glavno fasado in poudarjenim stebriščnim vhodom izvira iz prve polovice 19. stoletja. Hiša je krita z dvokapno opečno streho.                                                                                   |
|       | Hiša Zgornje Partinje 79     | 29122              | Zgornje Partinje |                  | lokalnega pomena | profana stavbna dediščina  | konec 16. stoletja   | Hiša, prvotno zidanica, ima značilno razporeditev: obokana vinska klet s kamnitim portalom, datirana z letnico 1559, lesena preša z letnico 1854 ter bivalni prostori v pritličju in nadstropju z ohranjeno črno kuhinjo.                             |
|       | Koroščeva kapela             | 22058              | Zgornje Partinje |                  | lokalnega pomena | sakralna stavbna dediščina | sredina 19. stoletja | Kapelica iz 1854 ima zvonik in je brez profilacije. Stene členi le vhod in okence na vsaki strani. |
|       | Miheličeva kapela            | 22059              | Zgornje Partinje |                  | lokalnega pomena | sakralna stavbna dediščina | sredina 20. stoletja | Kapelica iz leta 1946 ima trikotno čelo in pred nišo z Marijinim kipom lopo, ki sloni na parih treh stebrov. Postavljena je bila v zahvalo za mamino odrešitev. Kapela stoji ob hiši Zgornje Partinje 30.                                             |
|       | Senekovičev štok             | 25065              | Zgornje Partinje |                  | lokalnega pomena | profana stavbna dediščina  | [19. stoletje]]      | Enonadstropna, podkletena vinogradniška stavba iz 19. stol., krita z opečno dvokapnico s celostranskimi čopi. Značilna razporeditev prostorov na stanovanjski del, prostor s prešo in obokano vinsko klet. Zgradba stoji v Zgornjem Partinju 134.     |
|       | Senekovičeva kapela          | 22069              | Zgornje Partinje |                  | lokalnega pomena | sakralna stavbna dediščina | konec 19. stoletja   | Kapelica odprtega tipa ima trikotno čelo, profiliran podstrešni venec in poudarjena maltasta polja ob vogalih. Domnevno je bila postavljena okoli leta 1900. Kapela stoji ob hiši Zgornje Partinje 96.                                                |
|       | Šebedrov štok                | 25522              | Zgornje Partinje |                  | lokalnega pomena | profana stavbna dediščina  | 16. stoletja]]       | Tipična vinogradniška stavba, nekoč zidanica, ki izvira iz druge polovice 16. stol., združuje enonadstropni stanovanjski del ter pritličen gospodarski del s prešo in vinsko kletjo. Zgradba stoji v Zgornjem Partinju 97.                            |
|       | Zorečeva kapela              | 22060              | Zgornje Partinje |                  | lokalnega pomena | sakralna stavbna dediščina | sredina 19. stoletja | Kapelica zaprtega tipa iz sredine 19. stoletja ima trikotno čelo. Zaprta je s kovano ograjo. Kapela stoji ob hiši Zgornje Partinje 121. |
|       | Domačija Zgornji Gasteraj 36 | 9721               | Zgornji Gasteraj | 1998             | lokalnega pomena | profana stavbna dediščina  | 19. stoletja]]       | Domačijo tvorijo zidana, podkletena originalno ohranjena stanovanjska hiša, datirana z letnico 1840 na prekladi vhodnega portala, ter značilna gospodarska poslopja. V zidanici je ohranjena stara preša.                                             |
|       | Kamenšakova kapela           | 22061              | Zgornji Gasteraj |                  | lokalnega pomena | sakralna stavbna dediščina | začetek 20. stoletja | Kapelica iz 1910 ima pločevinasti zvonik na slemenu. Zaprta je z vrati, pred katerimi je kovana ograja. Kapela stoji ob hiši Zgornji Gasteraj 27. |
|       | Trikotno znamenje            | 22064              | Žitence          |                  | lokalnega pomena | sakralna stavbna dediščina | 18. stoletje         | Trikotno baročno znamenje ima tri niše s poslikavami. Stoji na visokem talnem zidcu, ki je neprimerno obdelan. |
|       | Znamenje                     | 22371              | Žitence          |                  | lokalnega pomena | sakralna stavbna dediščina | 19. stoletje         | Štiri metre visoko znamenje na kvadratni osnovi, oblikovano kot mali zvonik. V najvišjem delu je zvon. Streha je iz navadne pločevine. V visoki niši je prizor Križanega. Na vsaki strani sta po dve manjši niši. Znamenje stoji pri hiši Žitence 59. |